# Friedrich-Moebus-Stadion
 (mai 2021).
Le Friedrich-Moebus-Stadion est un stade omnisports allemand (servant principalement pour le football) situé dans la ville de Bad Kreuznach, en Rhénanie-Palatinat.
Le stade, doté de 10 000 places et inauguré en 1965, sert d'enceinte à domicile aux équipes de football du SG Eintracht 02 Bad Kreuznach et du TSV Degenia Bad Kreuznach, à l'équipe de football américain des Warriors de Bad-Kreuznach, ainsi qu'à l'équipe d'athlétisme du MTV Bad Kreuznach.
Il porte le nom de Friedrich Moebus, un ingénieur local né à Bad Kreuznach et ayant légué tous ses biens immobiliers et avoirs à la ville à la condition qu'un terrain de sport y soit construit.

## Histoire
Le stade, doté à l'époque de 15 000 places, ouvre ses portes en 1965. Il est inauguré le 11 mai 1965.
La capacité d'accueil est plus tard agrandie à 20 000 places.
Le stade est rénové en 2006 et la ville de Bad Kreuznach remplace les vieux bancs en bois des gradins par des sièges modernes, afin qu'il puisse postuler comme lieu d'entraînement pour un participant à la Coupe du monde 2006.

## Installations
Autour du terrain de jeu principal figure également deux autres terrains, deux courts de tennis en dur, diverses installations d'athlétisme, des terrains d'entraînement pour le fistball, le volley-ball et le handball.